# Jānis Vagris
Jānis Vagris (ur. 17 października 1930 w Naudītes pagasts, zm. 6 stycznia 2023) – radziecki polityk, przewodniczący Prezydium Rady Najwyższej Łotewskiej SRR w latach 1985-1988, I sekretarz KC Komunistycznej Partii Łotwy w latach 1988-1990.
W 1955 ukończył studia na Wydziale Mechanicznym Uniwersytetu Łotewskiego, pracował jako inżynier w Jelgavie. Od 1958 członek KPZR, 1966-1973 sekretarz komitetu partyjnego w Lipawie, od 1973 członek KC KPŁ, od 1978 I sekretarz komitetu partyjnego w Rydze. Od 22 lipca 1985 do 6 października 1988 przewodniczący Prezydium Rady Najwyższej Łotewskiej SRR, od 4 października 1988 do 7 kwietnia 1990 I sekretarz KC KPŁ. 1986-1990 członek Centralnej Komisji Rewizyjnej KPZR, 1979-1989 deputowany do Rady Najwyższej ZSRR. Odznaczony Orderem Rewolucji Październikowej, dwoma Orderami Czerwonego Sztandaru Pracy i Orderem Trzech Gwiazd.